# Reid Hoffman
Reid Garrett Hoffman (Palo Alto, 5 agosto 1967) è un imprenditore e scrittore statunitense, specializzato nel venture capital e in internet. È stato co-fondatore e presidente esecutivo di LinkedIn,  un social network orientato al business utilizzato principalmente per il networking professionale. Dopo la cessione nel 2016, è partner della società di venture capital Greylock Partners e co-fondatore di Inflection AI.

## Biografia
Nato a Palo Alto, in California, Hoffman  è cresciuto a Berkeley. Figlio di una coppia di avvocati, si è descritto un appassionato giocatore di giochi da tavolo sin da bambino: il suo primo lavoro retribuito (all'età di 12 anni) fu come redattore per la società di giochi Chaosium, all'epoca con sede a Oakland vicino a casa sua. Quando aveva solo 14 anni, il nome di Hoffman apparve sulla scatola Borderlands  del gioco di ruolo Runequest di Chaosium (1982), ricevendo una paga pari a Steve Perrin, Sandy Petersen e Greg Stafford.
Giudicando mediocre il suo rendimento scolastico, è stato iscritto alla Putney School, un collegio situato nel Vermont. Hoffman ha poi frequentato la Stanford University, dove ha incontrato Peter Thiel;  i due sono diventati amici ed entrambi vengono eletti nel consiglio studentesco. Hoffman studia neuroscienze e sceglie i sistemi simbolici come sua specializzazione, conseguendo la laurea in scienze nel 1990 e ricevendo una borsa di studio Marshall per continuare i suoi studi nel Regno Unito. Nel 1993 ha conseguito un Master of Arts in Filosofia presso l'Università di Oxford.

## Carriera
Anche se sembrava destinato alla carriera accademica, Hoffman decise di entrare nel mondo degli affari. Nel 1994 è stato assunto da Apple e ha lavorato su eWorld, uno dei primi tentativi di creare un servizio onlinee acquisito nel 1996 da AOL. Quell'anno, volendo acquisire esperienza nella gestione del prodotto, è entrato in Fujitsu. Nel 1997, Hoffman riunì una squadra e fondò il sito di incontri SocialNet, che fu acquistato nel 2001 dal suo concorrente MatchNet.

### PayPal
Ha quindi fatto parte del consiglio di amministrazione di Confinity, una società co-fondata dall'amico Peter Thiel che lavora su un sistema di pagamento elettronico entrando poco dopo in azienda a tempo pieno. Confinity si fonde con X.com e crea PayPal. Hoffman vi ricopre il ruolo di vicepresidente esecutivo e gestisce le relazioni esterne dell'azienda.

### LinkedIn

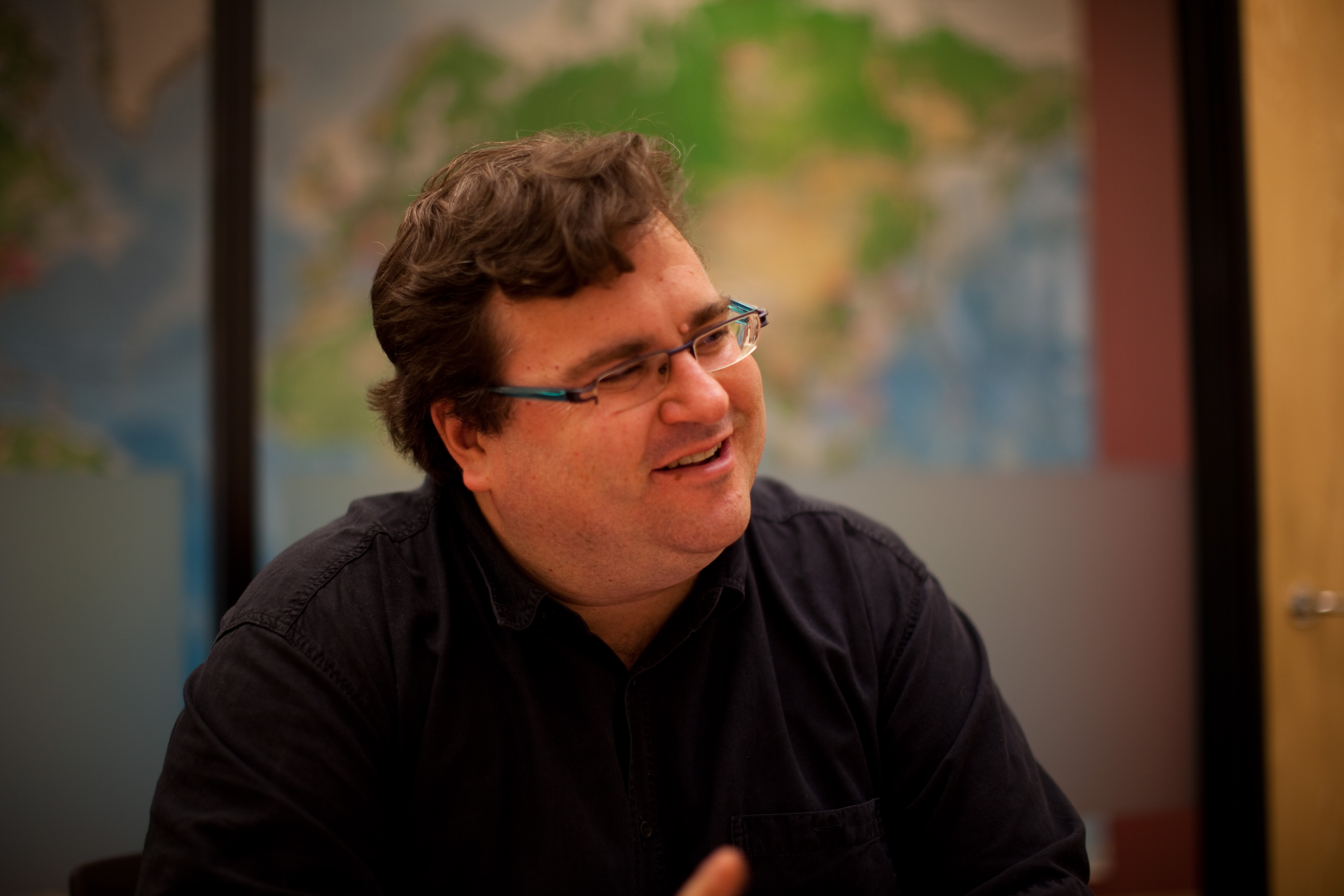
Hoffman parla ad un evento

Nel dicembre 2002 Hoffman ha co-fondato LinkedIn con due ex colleghi di SocialNet (tra cui Allen Blue), dal suo periodo in Fujitsu. È stato lanciato il 5 maggio 2003 come uno dei primi social network online orientati al business. Anche Peter Thiel ha investito in LinkedIn. Al momento dell'IPO di LinkedIn il 19 maggio 2011, Hoffman possedeva una partecipazione del valore stimato di 2,34 miliardi di dollari (equivalenti a 2,8 miliardi di dollari nel 2021), esclusi eventuali benefici potenziali da Greylock Partners, la società in cui era entrato come partner nel 2009. Hoffman ritiene che molte persone ancora non sappiano come utilizzare il suo servizio ed è compito di LinkedIn aiutarle.
Microsoft ha proposto di acquisire LinkedIn il 13 giugno 2016, per 26,2 miliardi di dollari in contanti (equivalenti a 29,3 miliardi di dollari nel 2021). Hoffman è diventato membro del consiglio di amministrazione di Microsoft il 14 marzo 2017.

### Podcast
Il 3 maggio 2017, Reid Hoffman ha lanciato un podcast di affari e finanza chiamato Masters of Scale, prodotto da WaitWhat, una società di media guidata dagli ex dirigenti di TED June Cohen e Deron Triff. Hoffman vi intervista importanti imprenditori, leader aziendali e politici, tra gli altri il co-fondatore e CEO di Airbnb Brian Chesky, il co-fondatore di Netflix Reed Hastings, il CEO di Uber Dara Khosrowshahi, Arianna Huffington fondatrice di Huffington Post e Thrive Global, Mellody Hobson, co-CEO di Ariel Investments, il presidente Barack Obama. Dal suo lancio, Masters of Scale ha vinto numerosi premi Webby e Signal.
Nel marzo 2023, Hoffman e il suo capo dello staff, Aria Finger, hanno iniziato a ospitare un podcast chiamato "Possible". Secondo i suoi creatori, il podcast "abbozza la versione più brillante del futuro e cosa ci vorrà per arrivarci". Nel primo episodio un'intervista con Trevor Noah.

### Investimenti in tutti i settori
Dopo la vendita di PayPal a eBay ed essere entrato in Greylock Partners, Hoffman è diventato uno degli angel investor più prolifici della Silicon Valley.  Dave Goldberg, ex CEO di SurveyMonkey, ha affermato che Hoffman "è la persona con cui vuoi parlare quando avvii un'azienda".
Secondo il libro di David Kirkpatrick The Facebook Effect, Hoffman organizzò il primo incontro tra Mark Zuckerberg e Peter Thiel, che portò all'investimento iniziale di Thiel di 500.000 dollari in Facebook . Hoffman ha investito insieme a Thiel nel primo round di finanziamento di Facebook.
Dal 2009, Hoffman ha fornito capitale di rischio a decine di aziende in tutti i settori, tra cui tecnologia di consumo e dei trasporti, finanza e intelligenza artificiale. Gli esempi includono Airbnb, Aurora Innovation, Taptap Send e Helion Energy. Ha fatto parte del consiglio di amministrazione di Zynga da marzo 2008 a giugno 2014. Ha effettuato numerosi investimenti in società di tecnologia dei trasporti, tra cui Aurora (autotrasporti autonomi), Convoy (mercato della logistica degli autotrasporti), Nauto (software AI per la sicurezza dei conducenti), Nuro (veicoli autonomi per la consegna di merci) e Joby Aviation (trasporto aereo elettrico).
Uno dei primi sostenitori della criptovaluta, Hoffman ha guidato il round di finanziamento del 2014 di Greylock in Xapo, una società che ha sviluppato un prodotto portafoglio bitcoin.

### Iniziative di intelligenza artificiale
Hoffman è stato uno degli investitori fondatori della società di ricerca sull'intelligenza artificiale OpenAI.
Nel marzo 2022, è stato annunciato che Hoffman stava co-fondando una nuova startup, Inflection AI, con il suo amico e collega di Greylock, Mustafa Suleyman, co-fondatore di DeepMind. La CNBC ha riferito che "con sede nella Silicon Valley, Inflection mirerà a sviluppare prodotti software di intelligenza artificiale che rendano più facile per gli esseri umani comunicare con i computer".
Il 3 marzo 2023, Hoffman si è dimesso dal suo posto nel consiglio di OpenAI, citando il desiderio di evitare conflitti di interessi tra il suo posto nel consiglio di OpenAI, gli investimenti in società di tecnologia AI tramite Greylock Partners e il ruolo di fondatore di Inflection AI. Nell'agosto 2023, Hoffman ha anche dichiarato che non fungerà da socio accomandatario per i prossimi fondi di Greylock.

## Politica

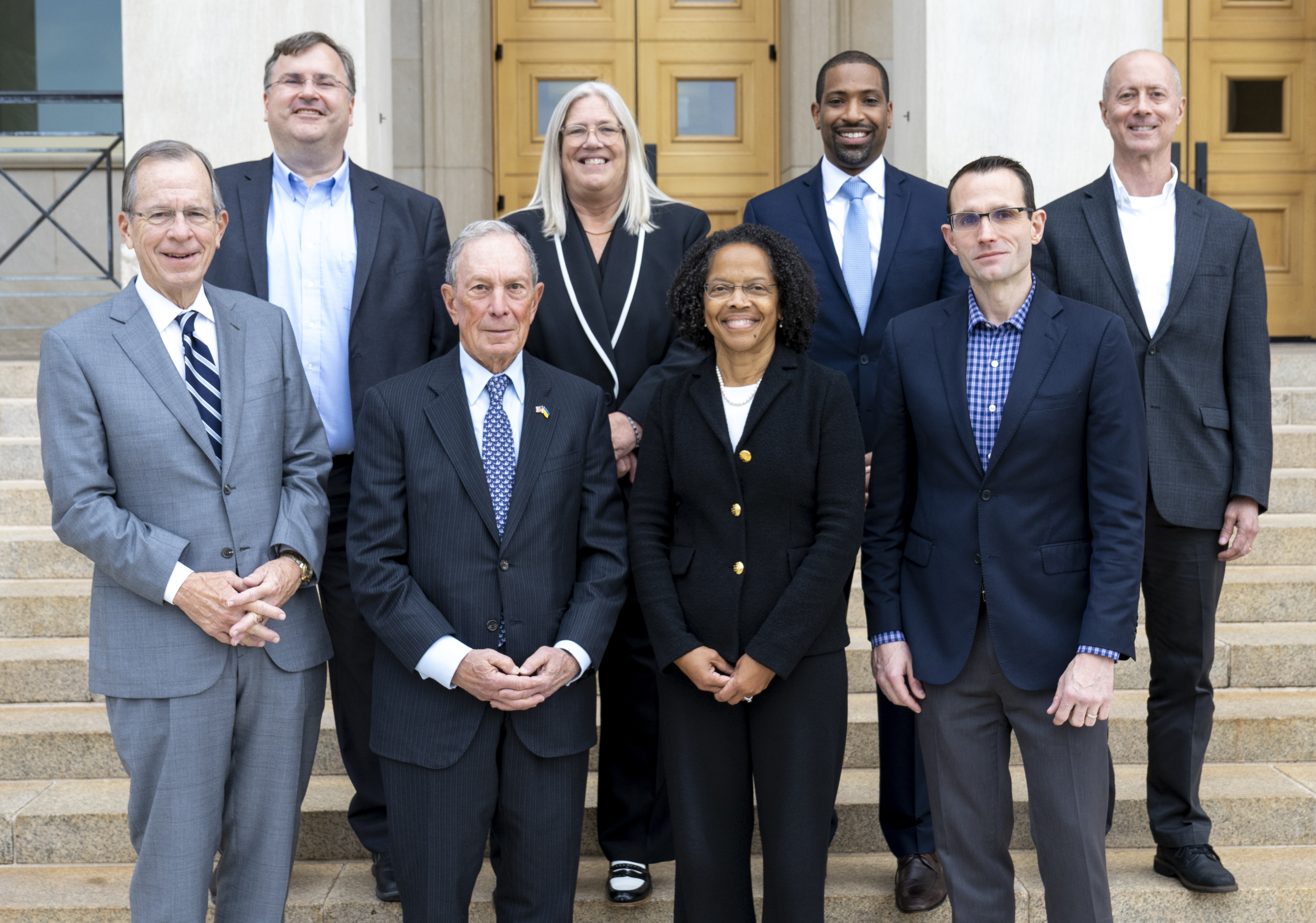
Hoffman (in fondo a sinistra) è membro del Defense Innovation Board degli Stati Uniti

Almeno dal 2011, Hoffman è membro e frequentatore regolare del Gruppo Bilderberg, che riunisce 120-150 "leader politici ed esperti dell'industria, della finanza, del mondo accademico e dei media" nordamericani ed europei  per un incontro annuale, solo conferenza a porte chiuse.  Dal 2015 Hoffman è membro anche del Council on Foreign Relations.
Nell'aprile 2013 è stato lanciato un gruppo di lobbying a favore dell'immigrazione chiamato FWD.us, con Reid Hoffman elencato come uno dei fondatori. Nel 2014, Hoffman ha donato $ 150.000 (equivalenti a $ 171.300 nel 2021) al Mayday PAC. Sempre nel 2014, Hoffman ha contribuito con $ 500.000 (equivalenti a $ 571.000 nel 2021) alla campagna di David Chiu. Nel 2016, Hoffman ha contribuito con $ 220.000 (equivalenti a $ 246.300 nel 2021) a sostegno del candidato democratico alla carica di governatore del Vermont Matt Dunne.
Nel 2016, Hoffman ha creato un gioco di carte sul modello di Cards Against Humanity inteso a prendere in giro il candidato presidenziale americano Donald Trump. Nel dicembre 2018, il New York Times ha pubblicato una storia in cui si sosteneva che Hoffman aveva "investito 100.000 dollari in un esperimento che adottava tattiche di disinformazione politica ispirate alla Russia su Facebook" durante le elezioni al Senato del 2017 in Alabama, che presumibilmente aveva preso di mira gli elettori di Roy Moore. Hoffman non ha risposto immediatamente, ma si scusato qualche giorno dopo affermando anche di non essere a conoscenza di cosa stesse facendo l'organizzazione no-profit American Engagement Technologies, o AET, con sede a Washington
Nel 2018, Hoffman ha contribuito a finanziare Alloy, una società fondata per scambiare legalmente dati con gruppi democratici affiliati come i super PAC. Hoffman ha fornito la metà dei 35 milioni di dollari per avviarla.  L'azienda ha chiuso i battenti nel 2021.
Hoffman è stato un schietto sostenitore delle istituzioni democratiche e dei diritti di voto e nel 2021 ha pubblicato un pezzo su LinkedIn intitolato Protecting Voting Rights: Good for America, Good for American Business . In questo articolo discute di come "l'ex amministratore delegato di American Express Kenneth Chenault e l'amministratore delegato di Merck Kenneth Frazier abbiano portato l'America aziendale ad assumere un ruolo attivo in questa situazione, sostenendo esplicitamente il diritto di tutti i cittadini americani di far sentire la propria voce attraverso l'atto democratico fondamentale del voto".  Nel 2020 Hoffman ha anche scritto un articolo in cui sosteneva di rendere il giorno del voto una vacanza.
Hoffman ha donato almeno 500.000 dollari al "super PAC" dei Democratici, fondato nel febbraio 2022; da allora ha speso più di 1 milione di dollari per sostenere le campagne dei democratici moderati Henry Cuellar e Kurt Schrader.
Nell'ottobre 2022, Hoffman è entrato a far parte del "Defense Innovation Board", un comitato consultivo indipendente per il Dipartimento della Difesa degli Stati Uniti.

## Premi e riconoscimenti
- Nel settembre 2023, Reid ha ricevuto il Sigillum Magnum dall'Università di Bologna durante l'inizio della Bologna Business School.[47]
- Nel 2022, Reid ha tenuto il discorso di inizio alla Vanderbilt University e ha ricevuto la medaglia Nichols-Chancellor di Vanderbilt.[48][49][50]
- Nel 2017 è stato nominato Commendatore Onorario dell'Ordine dell'Impero Britannico (CBE), "per i servizi volti a promuovere gli affari e i social network del Regno Unito e il programma di borse di studio Marshall".[51]
- Nel settembre 2014, l'American Academy of Achievement ha assegnato a Hoffman il premio annuale Targa d'Oro, che onora le persone affermate "per risultati significativi nei loro campi".[52]
- Nell'aprile 2014, il presidente Barack Obama ha nominato Hoffman ambasciatore presidenziale per l'imprenditorialità globale "per aiutare a sviluppare la prossima generazione di imprenditori".[53]
- Nell'aprile 2014, Hoffman ha ricevuto il Distinguished Citizen Award dal Commonwealth Club of California.[54]
- Nel maggio 2012, Hoffman si è classificato al terzo posto nella lista Forbes Midas dei migliori investitori tecnologici.[55]  Forbes ha descritto Hoffman come "il super investitore della Silicon Valley" e ha detto che Hoffman "ha contribuito alla creazione di quasi tutte le lucrative startup di social media".[55]
- Nel 2012, il Martin Luther King Jr. Center ha assegnato ad Hoffman il premio "Salute to Greatness" che "riconosce individui, aziende o organizzazioni che esemplificano l'eccellenza nella leadership e l'impegno per la responsabilità sociale nello spirito di Martin Luther King, Jr.."[56]
- Nel 2012, Hoffman, insieme a Sal Khan della Khan Academy, è stato premiato dal World Affairs Council e dal Global Philanthropy Forum. Il consiglio riconosce e onora leader straordinari che hanno effettuato e continueranno a realizzare il cambiamento sociale attraverso la loro impresa. I premi del 2012 sono stati dedicati a celebrare la tecnologia per l'impatto sociale.[57]
- Nel 2012 Hoffman è stato insignito del David Packard Medal of Achievement Award da TechAmerica per i suoi contributi e progressi nel settore high-tech, nella sua comunità e nell'umanità.[58]
- Nel 2012 Hoffman ha ricevuto un dottorato onorario in giurisprudenza dal Babson College.[59]
- Nel 2011, Hoffman e Jeff Weiner di LinkedIn hanno condiviso il premio EY US Entrepreneur of the Year.[60]

## Vita privata
Nel 2004, Hoffman ha sposato Michelle Yee. La coppia risiede a Seattle, Washington.
Hoffman ha visitato l'isola privata di Jeffrey Epstein per un fine settimana. Ha affermato che lo scopo dell'incontro era raccogliere fondi per il Massachusetts Institute of Technology e che si è poi pentito di aver interagito con Epstein.